# Олова (река)
Оло́ва — река на северо-западе России, левый приток Илексы, протекает по территории Онежского района Архангельской области.
Исток вблизи Оловгоры на кряже Ветреный пояс. Устье реки находится в 135 км по левому берегу реки Илексы. Длина реки составляет 42 км, площадь водосборного бассейна — 222 км². Протекает через Оловозеро, притоки — ручьи Петручей, Масляный (левые).

## Данные водного реестра
По данным государственного водного реестра России относится к Балтийскому бассейновому округу, водохозяйственный участок реки — Водла, оз. Водлозеро, речной подбассейн реки — Свирь (включая реки бассейна Онежского озера). Относится к речному бассейну реки Нева (включая бассейны рек Онежского и Ладожского озера).
Код объекта в государственном водном реестре — 01040100312102000016310.